# Versteend hout

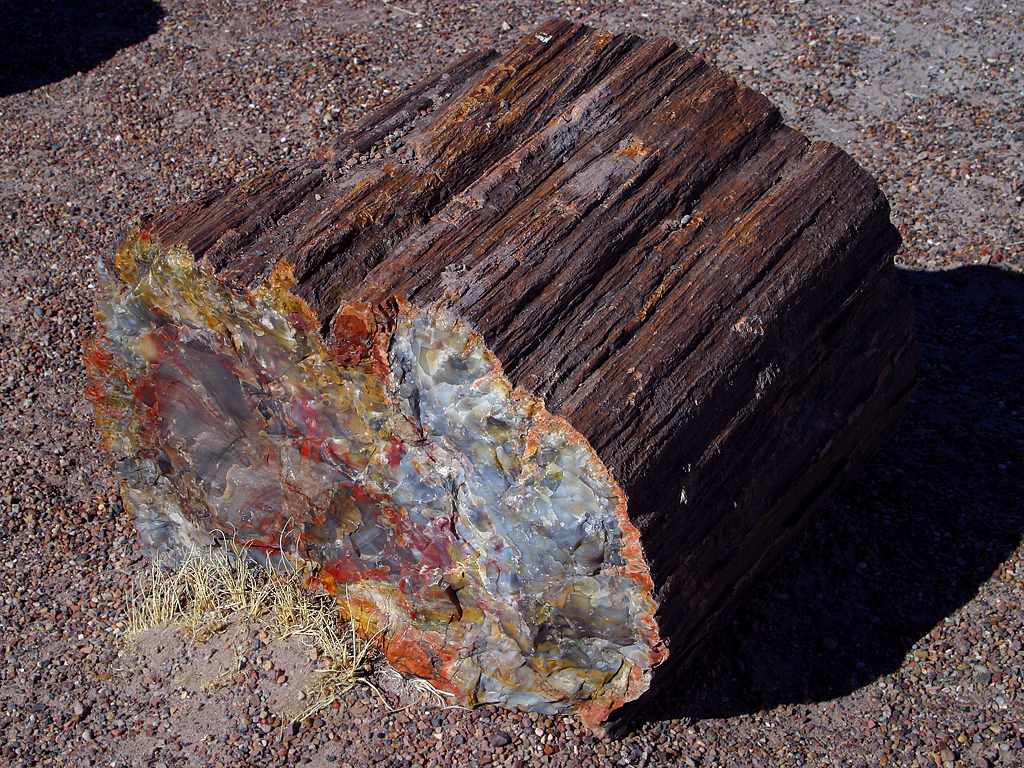
Versteend hout in het Petrified Forest National Park.

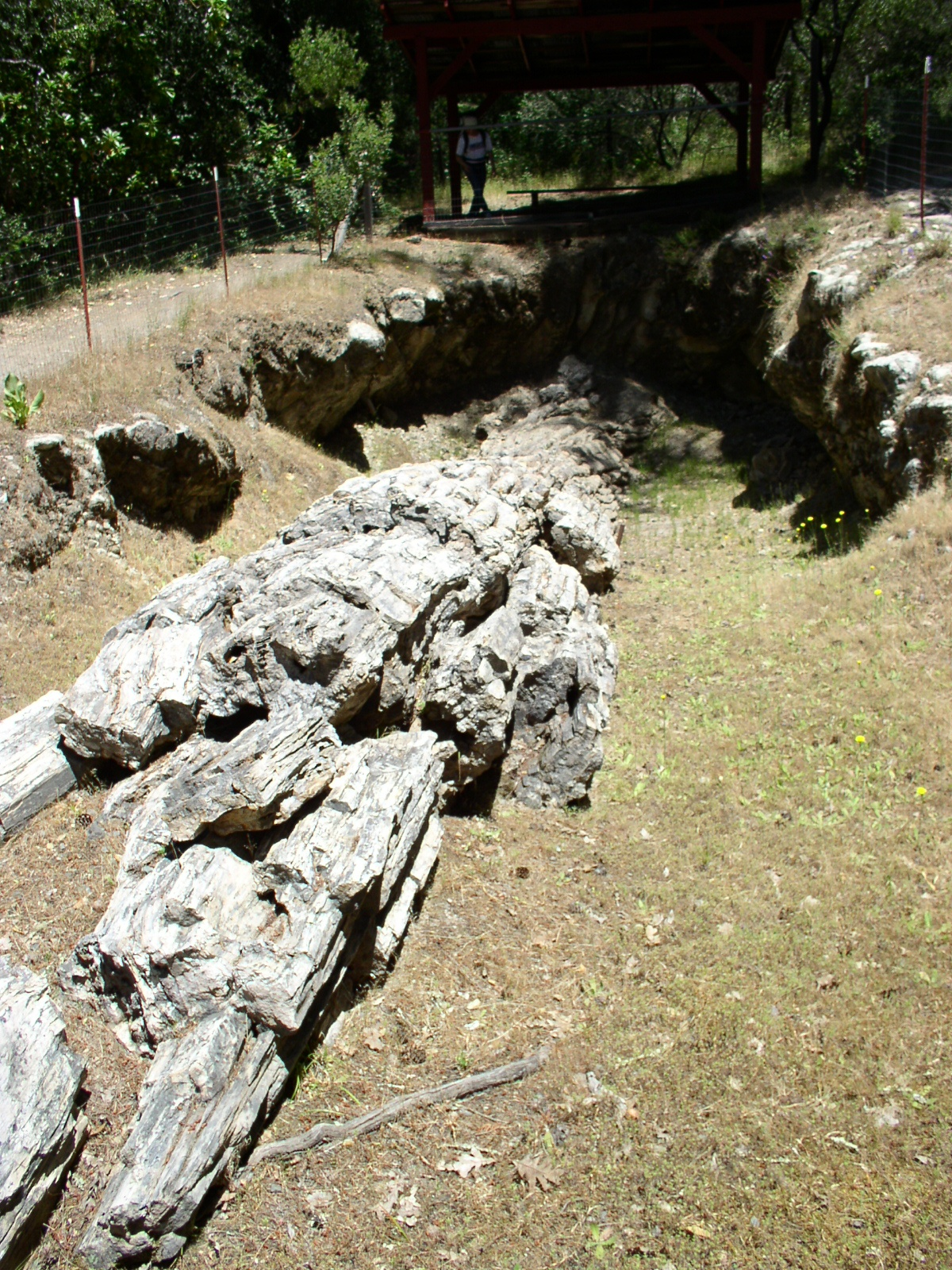
Een versteende boomstam in Californië.

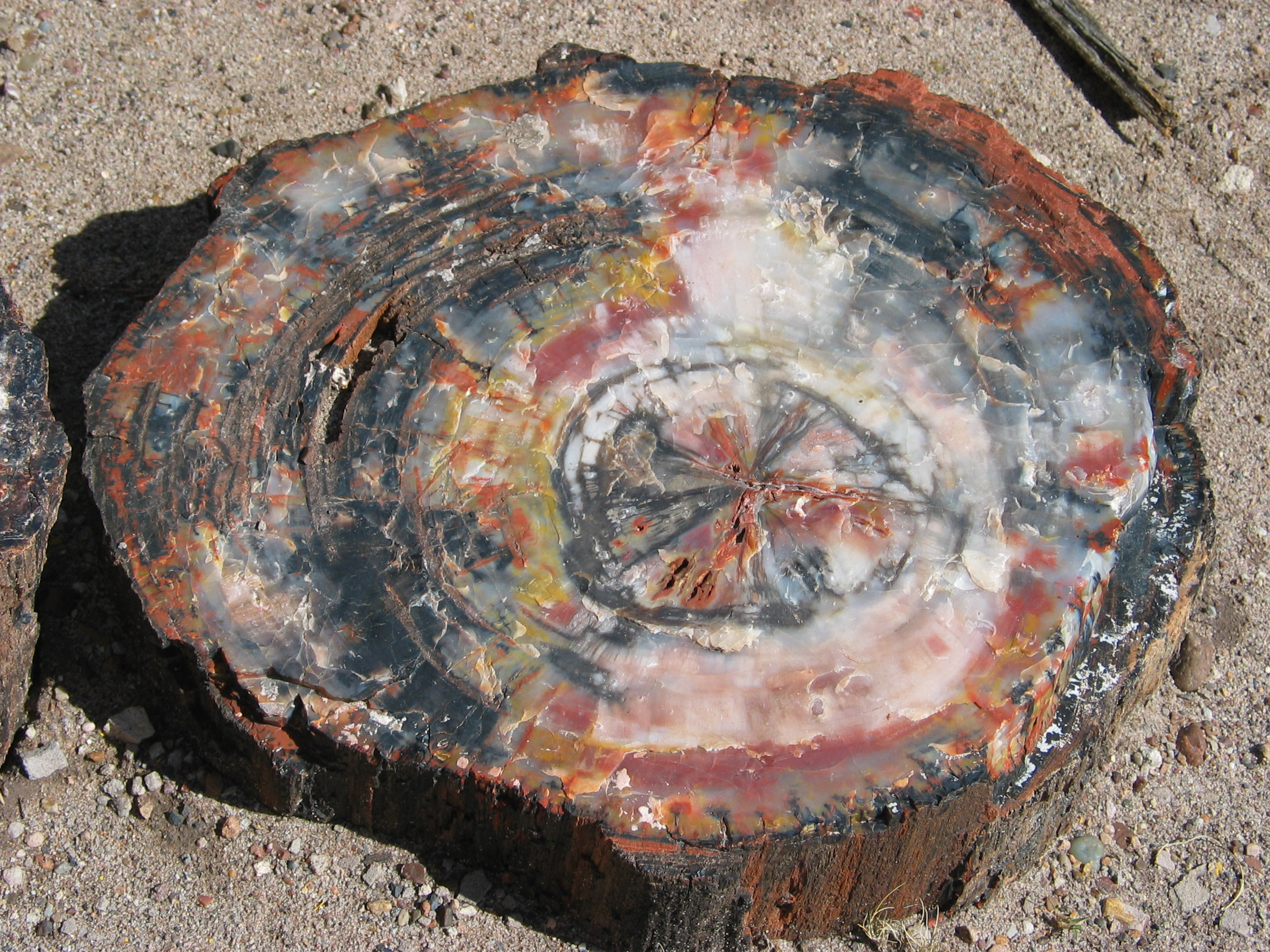
Een plak gepolijst versteend hout.

Versteend hout is fossiel hout, waarin alle organische materialen met behoud van de structuur van het hout zijn vervangen door mineralen (meestal door silicaten, zoals kwarts). Het proces van verstening gebeurt onder de grond, wanneer een boom bedolven raakt onder sediment, en kan miljoenen jaren duren. Grondwater dat langzaam door de bodem sijpelt, zet mineralen af op plaatsen waar lignine en cellulose wegrotten. Als de afzetting en rotting even snel gaan, blijft de vorm van de cellen behouden.
De kleinste details kunnen worden vereeuwigd. Versteende jaarringen en verschillende weefsels kunnen tot op microscopisch niveau worden getraceerd. Versteend hout heeft een hardheid van 7 op de hardheidsschaal van Mohs, hetzelfde als kwarts.
Het versteningsproces is inmiddels in een laboratorium tot enkele dagen teruggebracht.

## Kleuren
Versteend hout komt voor in een breed spectrum aan kleuren door variatie in de afzettingen van mineralen als mangaan, ijzer en koper. Kwarts is kleurloos, maar wanneer bijvoorbeeld ijzer wordt toegevoegd, ontstaan er kristallen met een rode of gele waas, zoals uit onderstaande lijst blijkt:
- Koolstof - zwart
- Kobalt - groen/blauw
- Chroom - groen/blauw
- Koper - groen/blauw
- IJzeroxides - rood, bruin, geel
- Mangaan - roze/oranje
- Mangaanoxiden - zwart
- Silica - wit, grijs

## Vindplaatsen
- Argentinië: Het Parque nacional Bosques Petrificados de Jaramillo in het Argentijnse Santa Cruz wordt beschouwd als een van 's werelds best bewaarde versteende bossen; veel versteende bomen in Patagonië hebben een diameter tot meer dan 3 meter en zijn langer dan 30 meter.
- België: de Geosite Goudberg nabij Hoegaarden
- Cuba: Bosque Fósil de Najasa, een beschermd natuurgebied van 126 ha in de gemeente Najasa, provincie Camagüey;
- Duitsland: Een ca. 291 miljoen jaar geleden, in het Perm-tijdperk, versteend woud lag op de plaats waar thans de stad Chemnitz ligt.
- Griekenland: Het Versteende woud bij Sigri op de westpunt van het eiland Lesbos is waarschijnlijk het grootste versteende woud, meer dan 150 km². Er zijn stammen tot 22 meter lang. Grote bomen, compleet met hun wortels, staan er nog rechtop. Sinds 1985 is het een beschermd natuurmonument.
- Kerguelen: op de Franse eilanden zijn resten gevonden van versteende bossen die negentig miljoen jaar oud zijn.
- Namibië: De versteende bomen vlak bij Khorixas zijn waarschijnlijk als boomstammen over rivieren, vanuit het noorden, naar Namibië gevoerd. Sommige herkenbare stammen zijn 30 m lang.
- Oostenrijk: in de deelstaat Karintië bevinden zich bij Laas resten van een versteend woud.
- Thailand: de langste versteende boomstam heeft een lengte van 72,5 meter, wat er op duidt dat de boom bij leven meer dan 100 meter hoog was.
- Tsjechië: De grootste steen ligt in het Nová Paka museumdorp en is 8,20 m lang.
- Verenigde Staten: De grootste exemplaren in het land halen circa 1,8 m diameter en zijn dus beduidend kleiner dan die in zuidelijk Amerika. Een beroemd park is het Nationaal park Petrified Forest in de staat Arizona.